# Commando de libération nationale
Le commando de libération nationale, en portugais Comando de Libertação Nacional (abrégé Colina), était une organisation politique d'extrême gauche au Brésil. Le commando aurait été créé en 1967 dans l’État de Minas Gerais, après la fusion de Política Operária - Polop (pt), une organisation fondée en 1961 comme faction du parti socialiste brésilien, avec quelques militaires de gauche. Le Colina s'est reconnu dans les idées de l'OSPAAAL, et commença des actions armées en 1968 pour financer une guérilla rurale contre la dictature militaire installée après le coup d'État militaire de 1964 avec le soutien du Gouvernement fédéral des États-Unis.
En 1969, quand plusieurs militants du Colina furent emprisonnés, le Colina devint la VAR Palmares après avoir fusionné avec d'anciens membres de l'Avant-garde populaire révolutionnaire (Vanguarda Popular Revolucionária VPR). Le Colina devint alors connu pour sa tentative maladroite de « faire justice » contre le capitaine bolivien Gary Prado, considéré comme l'officier qui a capturé et exécuté Che Guevara en Bolivie. Le 1er juin 1968, João Lucas Alves, Severino Viana, José Roberto Monteiro, et Amílcar Baiardi ont tué un officier dans le quartier de Gávea à Rio de Janeiro, croyant qu'il s'agissait de l'officier bolivien, alors qu'il s'agissait d'Edward Ernest Tito Otto Maximilian Von Westernhagen, un commandant de l'armée allemande. Du fait de l'incompréhension, le Colina a refusé de prendre une part de responsabilité dans l'attaque. Baiardi, le seul de ces quatre militants ayant survécu à la dictature, a révélé l'implication du Colina dans l'attaque en 1988.
En novembre 1968, João Lucas fut arrêté et torturé jusqu'à la mort. Trois mois plus tard, Severino fut à son tour capturé. Il fut retrouvé mort dans sa cellule, selon l'enquête par suicide. De telles pratiques étaient communes durant cette période, comme la mort du journaliste Vladimir Herzog le révèlera par la suite.
En janvier 1969, la police civile de Minas Gerais entrepris de rechercher les unités de l'organisation, engageant de lourds combats avec les militants ce qui eut pour conséquence la mort de deux officiers de police. Peu de temps après, le groupe fut démantelé après l'arrestation de ses chefs. L'un d'eux, Murilo Pezzuti, fut envoyé à Rio de Janeiro où il devint un sujet de recherche humain pour les cours de torture de l'armée.
La membre la plus connue de Colina était Dilma Rousseff, devenue présidente du Brésil, qui avait rejoint le groupe dans sa jeunesse. Contrairement aux rumeurs, Rousseff indique qu'elle n'a jamais tiré sur un officiels ou un militaire durant son temps dans le Colina.